# Francita
 (février 2023).
La société Francita est une société de production de cinéma française, qui mit au point, avec l'aide de l'ingénieur Paul Massebiau, dans les années 1930 une technologie pour améliorer le cinéma en couleur.

## Historique
La société Francita, au capital de 4 millions de francs, appelée aussi Société des Films en Couleurs Naturelles Francita, avait son siège au 29 rue de l'Opéra à Paris dans les années 1930. C'était une entreprise spécialisée dans une technologie, révolutionnaire pour l'époque, d'amélioration de la couleur au cinéma, qui reposait sur le principe de la synthèse additive. Mis au point en 1933, ce procédé consistait à filmer plusieurs images pour les superposer ensuite et reconstituer une image unique sur l'écran. Le procédé Francita utilisait un système de miroirs à 45 degrés en vue de décaler l'axe optique d'un objectif et de le faire coïncider avec l'axe optique d'un second. Son avantage était d'avoir des couleurs « naturelles » plus satisfaisantes et plus stables que celles du procédé « technicolor. » 
D'autres procédés à synthèse additive ont été brevetés au cours des années 1920 et 1930, comme le procédé Hérault (1933), qui était une modification du procédé Hérault-Mauvillin de 1928, ou le procédé Roux Color (1938), qui est lui un dérivé du « Francita », ensuite vite abandonné car trop coûteux à exploiter pour les salles qui devaient s'équiper. Suivent ensuite les procédés Gasparcolor, Ondiacolor, Combes et Dufaycolor.
Parmi les premiers grands films français en couleurs réalisé par procédé Francita, Jeunes filles à marier (1935) et La Terre qui meurt, réalisés par Jean Vallée pour la société Paris Color Films  et Jour de fête de Jacques Tati.